# André Derain

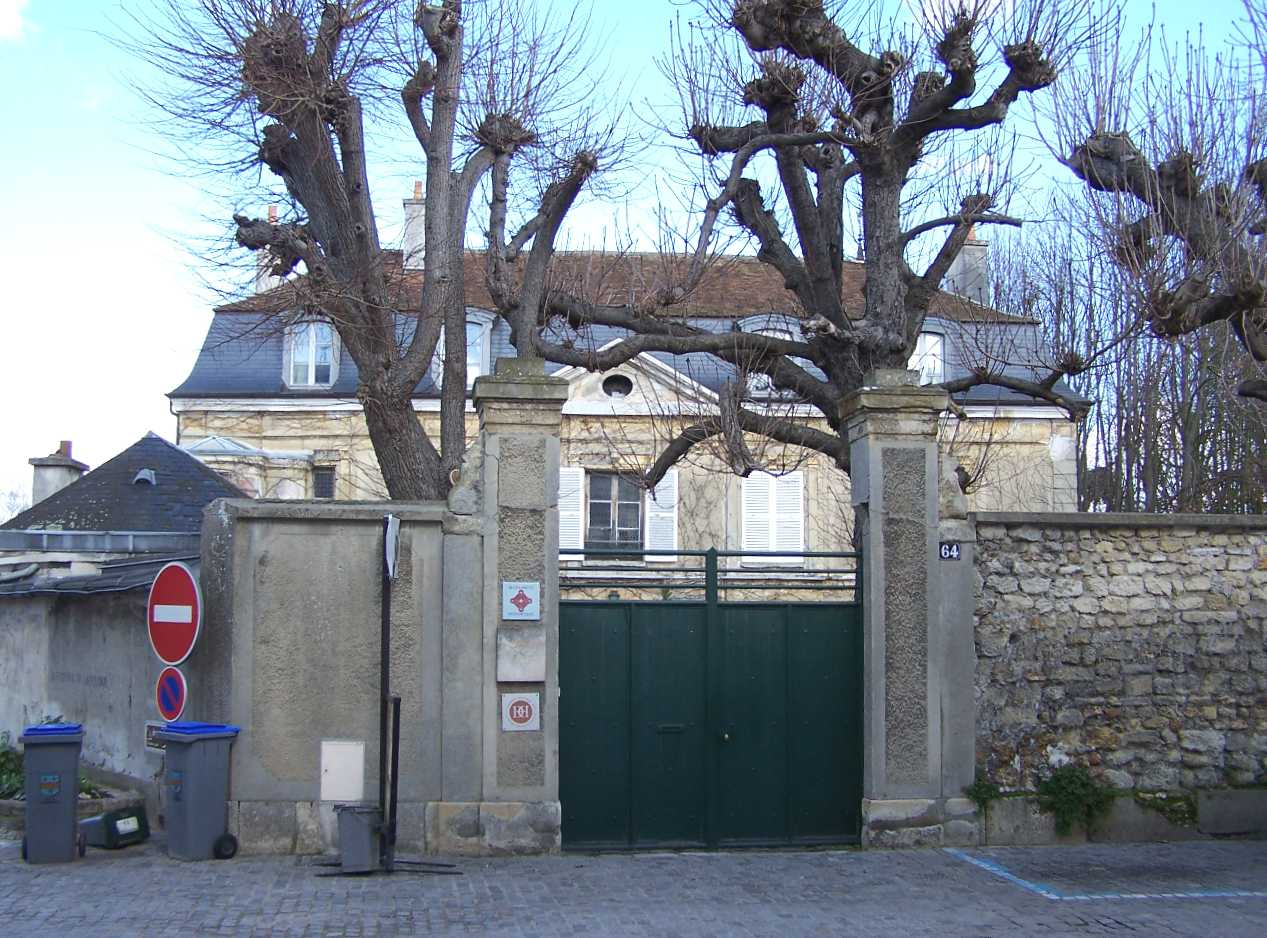
André Derain háza Chambourcy-ban

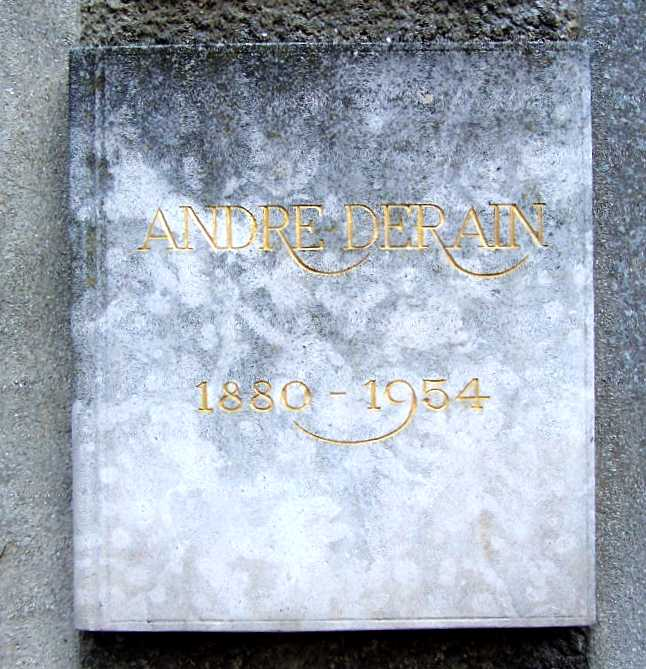
Emléktábla a ház kapuján

André Derain (Chatou, 1880.június 10. – Garches, 1954. szeptember 8.) francia festő, szobrász, a 20. századi francia festészet egyik kiemelkedő alakja, a fauvizmus mozgalmának egyik alapítója.

## Életpályája
Szülei katonatisztnek vagy mérnöknek szánták. Párizsban a Chaptal gimnáziumba járt, majd a Bányamérnöki Főiskolára. 15 éves korában egy Chatou-ban élő festőtől tájfestést tanult, később is ez maradt a kedvenc műfaja.

### A modern festészeti mozgalmakban
1898-1900-ig a Carriére Akadémiára járt, itt ismerkedett meg Henri Matisse-szal. Fontosabb volt azonban Maurice de Vlaminck-kel való találkozása, akivel később közös lakást béreltek Chatou-ban. Vlaminck lelkesedése, hogy a színt tegyék meg az expresszivitás elsődleges hordozójának, Derain-re is átragadt. 1905-ben Collioure-ben együtt dolgozott Matisse-szal. Derain van Gogh-ot és a neoimpresszionizmust összegezve az újabb hatásokkal jutott el a táj harmonikusan dekoratív ábrázolásáig. Színei határozott kontúrokkal körülfogott, nagy felületekké olvadnak. Derain – Henri Matisse-szal, Maurice de Vlaminck-kel és másokkal együtt – így működött közre a 20. század első festészeti „izmusának”, a fauvizmus mozgalmának megalapításában.
Az emóciók világából igyekezett átjutni a konstrukciók világába. 1909-ben Braque-kal, majd 1910-ben Picassóval dolgozott együtt. Elfordult a fauvizmustól és egyre tartózkodóbban bánt a színekkel. Barátait követve csak rövid ideig járt a kubizmus útján. Paul Cezanne erősen hatott rá, tőle tanulta meg, hogyan lehet kihasználni a fénytörés adta lehetőségeket, egyszerűsíteni a teret úgy, hogy a kép integritása megmaradjon.

### „Gótikus” korszaka
1912 után Derain egyéni úton járt, és elítélte azokat az esztétikai kalandozásokat, amelyeknek korábban ő maga is részese volt. A neoklasszicizmus irányába hajlott, amit a művészettörténészek Derain „gótikus” korszakának neveznek. A bolognai Carracci testvérek és Corot képei inspirálták, valamint pompeii művészete. Ebben a korszakában is jelentős alkotásai születtek, így a Utolsó vacsora (1913), Szombat (1914), A két nővér, (1914), Pierrot és Harlequein (1924), A festő és családja (1939 körül).

## Egyéb munkái
A festészeten kívül szobrászként is alkotott. Díszleteket tervezett Gyagilev balettje számára. Könyvillusztrátorként is jelentőset alkotott, így színes fametszeteket készített Rabelais Pantagruel című művéhez (1945).

## Festményei (válogatás)
- Waterloo híd (1905)
- Henri Matisse portréja (1905)
- Collioure-i kikötő (1905)
- Collioure külvárosa: (1905)
- Hajók a Collioure-i hídnál: (1905)
- A kettő bárka: (1906)
- Fák (1906)
- Nő ingben (1906)
- Három alak a fűben: (1906)
- A Charing Cross híd Londonban (1906)
- A Temze partján
- Westminster (1906)
- A napfény London-ban (1906)
- Fürdőzők (1907)